# Vechigen

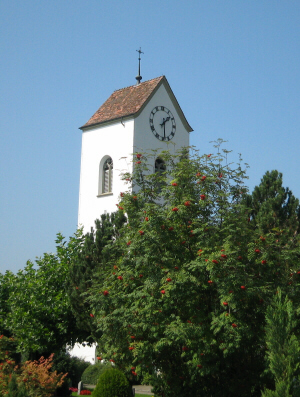
Igreja em Vechigen.

Vechigen é uma comuna suíça situada no Distrito Bern-Mittelland no cantão de Berna, Suíça, com área de 25 km2 e população de 5.298 habitantes em 2018. Até a centralização administrativa de 1966 era composta por quatro comunidades semi-autônomas; Vechigen, Sinneringen-Boll-Dentenberg, Utzigen-Lindental e Berg-Littewil-Radelfingen.[carece de fontes?]
Vechigen é mencionada pela primeira vez em 1275 como "Vechingen". "Sinneringen" foi mencionado pela primeira vez em 1261-63 como "Sineringen". "Utzigen" foi chamado de Uzingen em 1275.